# Beuca (rei)
Beuca foi um rei sármata do século V, ativo em c. 465/470. Quase nada se sabe sobre ele, exceto que liderou, ao lado de Babas, um exército que ajudou os suevos dos reis Hunimundo e Alarico a invadir o Reino Ostrogótico da Panônia de Teodomiro (r. 465–474). Na subsequente Batalha de Bolia, o exército invasor foi derrotado e poucos sobreviveram.